# Diogène Maillart
Diogène Maillart (Lachaussée-du-Bois-d'Écu, 28 ottobre 1840 – Parigi, 3 agosto 1926) è stato un pittore francese.

## Biografia
Diogène Ulysse Napoléon Maillart ebbe i natali in un piccolo borgo dell'Oise, immerso nelle campagne della Piccardia, da una modesta famiglia di contadini. La sua strada di artista iniziò alla "Scuola imperiale di disegno", a Parigi, in rue de l'École de Médécine. Fu iscritto quindi all'École des beaux-arts ed entrò infine nell'atelier di Léon Cogniet.

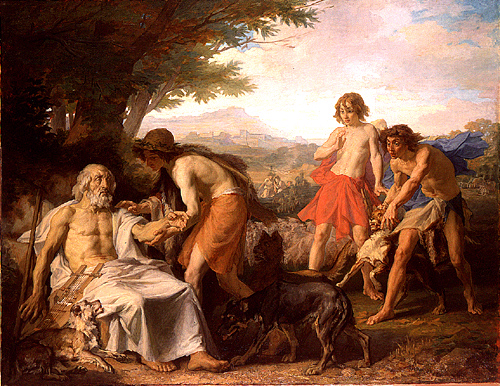
Omero nell'isola di Sciros (1864)

Pittore di episodi storici, ritrattista, paesaggista e illustratore per delle grandi Case Editrici parigine, autore di bozzetti e cartoni per arazzi e vetrate, Maillart fu anche docente, professore alla Manifattura dei Gobelins, nonché maestro d'atelier, storico dell'arte e critico. Espose regolarmente al "Salon" per oltre mezzo secolo.
 Il suo primo successo fu la vincita del prix de Rome per la pittura nel 1864, a 24 anni.  Lasciò quindi Parigi alla volta di Roma e rimase a Villa Medici per quattro anni.
Poco dopo il suo rientro a Parigi, nel 1869, venne nominato professore di disegno alla Manifattura dei Gobelins, attività che svolse per cinquant'anni.
Dal 1873 al 1877, ricoprì la funzione di Ispettore dei lavori d'arte, cosa che gli permise di far tessere due arazzi: "La Madone, detta di Saint Jérôme" (copia di un'opera del Correggio), e "La raffigurazione simbolica della Manifattura, Penelope al suo lavoro". 
 
Contemporaneamente espose ogni anno diverse opere al "Salon degli artisti francesi", finché visse.
Maillart partecipò anche alla decorazione di edifici pubblici di Parigi nel periodo in cui la Terza repubblica terminò le opere iniziate dal Secondo impero: dipinti per la Chiesa di Saint Augustin: "Le Baptême de Saint Augustin" e "La Mort de Sainte Monique", sistemati nella navata, decorazioni di soffitti per il Municipio: "La Ville de Paris instruisant ses enfants" e per lo scalone, composizione monumentale che celebra l'opera didattica della Terza repubblica, e infine "La Parure de la femme" per il soffitto del pianerottolo del primo piano, e ancora una decorazione per  "Le Bon Marché", oggi scomparsa.

Realizzò inoltre degli schizzi, sia per i concorsi organizzati dalla Città di Parigi per la decorazione della scuola del Château-Landon e per la Sala dei matrimoni del Municipio del 3º arrondissement, sia per delle grandi composizioni storiche come "Étienne Marcel et la lecture de la grande ordonnance de 1357", e "À cause de la grande pitié au royaume de France", sul tema di Giovanna d'Arco.

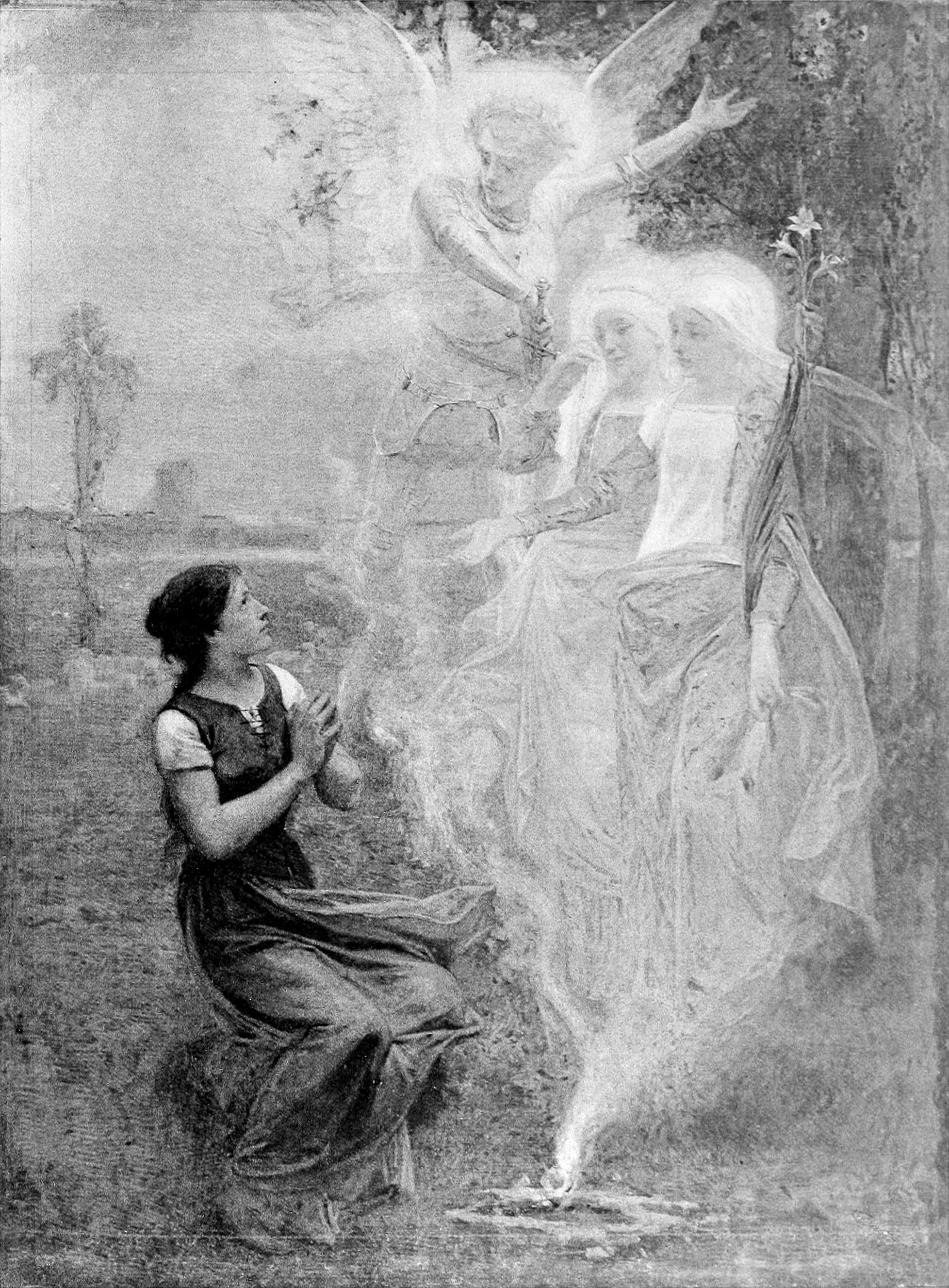
Giovanna d'Arco e le voci celesti

Come decoratore Maillart affrescò il soffitto del castello di Neudeck, in Slesia, su richiesta del principe Von Donnesmark, cugino dell'imperatore Guglielmo II di Germania, e di sua moglie Esther Lachmann, nota con il nomignolo di "La Païva". Il castello verrà distrutto nel 1945.
A Rieux, nell'Oise, sua regione natale, Maillart abitò nella propria casa di campagna, che soleva chiamare il "castello verde",  situata sulle rive del fiume. Lì ricevette l'incarico per le pitture storiche decorative destinate alla Sala grande del Municipio di Beauvais: "La Mort de Corréus, chef des Bellovaques", "Louis le Gros accordant la Charte des libertés communales à la Ville de Beauvais", "L'Investiture du maire", "Jeanne Hachette au siège de Beauvais", "L'Entrée de Louis XI à Beauvais". Queste opere furono distrutte circa cinquant'anni dopo dai bombardamenti tedeschi del 1940. Nel castello di Chantilly, su richiesta del duca di Aumale, decorò il soffitto sopra il grande scalone con un imponente affresco: una Speranza alata che tende la mano verso una stella.
Maillart, sempre molto vicino agli ambienti ecclesiastici, compose anche dei cartoni per le vetrate di diverse chiese dell'Oise, in particolare per il transetto meridionale della cattedrale di Senlis, che rappresentava "I Profeti", e inoltre per le chiese di Pontpoint e di Plailly. Realizzò anche delle "Via Crucis" con il procedimento della cromolitografia, su richiesta dell'oreficeria parigina Poussielgue-Rusand.

Nel 1920 decorò una cappella della chiesa di Saint-Laurent, nel 10º arrondissement, con immagini che descrivevano "Sainte Louise de Marillac e le sue suore che distribuiscono elemosine".
Nel suo atelier, dove era il Maestro, fu sempre circondato da molti dei suoi allievi, fra cui una ragazza rumena, Julie Hasdeu, che, in una ricca corrispondenza raccontava la sua vita parigina e gli insegnamenti di pittura che ella riceveva.
Consapevole del messaggio intellettuale che desiderava trasmettere ai suoi allievi, Maillart, nei suoi ultimi anni di vita, scrisse due ponderosi libri d'arte: l' " Histoire générale des Beaux-Arts, in due volumi, e "L'Art Byzantin".

Nel 1885 Pierre Victor Galland, direttore artistico della Manifattura dei Gobelins lo nominò Cavaliere della Légion d’honneur.
Diogene Maillart morì a Parigi a 86 anni. Riposa nel cimitero di Montparnasse, a fianco di sua moglie Alzire Demontreuille e di due dei suoi figli, Eva, morta a diciannove anni, e Roger. Sulla tomba fu collocato un suo busto, opera dello scultore Henri-Léon Gréber.
Durante la sua vita professionale parigina Maillart spostò il suo atelier diverse volte: nel 1870 in rue de Vaugirard al numero 14 (6º arrondissement), nel 1872 in rue Hautefeuille al numero 32, dal 1877 al 1878 in rue d'Assas al numero 68, dal 1879 al 1890 in rue de Furstenberg al numero 6, e infine, dal 1890 al 1926, in rue de Sèvres al numero 37.

## Opere
Selezione delle opere custodite in collezioni pubbliche.
- Homère dans l'île de Scyros, olio su tela, Grand Prix de Rome 1864, École des beaux-arts di Parigi.
- Le Baptême de Saint Augustin e La Mort de Sainte Monique, oli su tela, 1874 e 1877, Parigi, chiesa di Saint Augustin.
- La Ville de Paris instruisant ses enfants e La parure de la femme, oli su tela, 1889, soffitto del Municipio di Parigi.
- L'Éspérance, 1892, soffitto dello scalone d'onore del castello di Chantilly.
- Esquisse pour l'école de la rue du Château Landon, principaux faits de l'Histoire de France, olio su tela, 1879, e Esquisse pour la salle des mariages del Municipio di Parigi, olio su tela, 1879, Petit Palais.
- Isaïe, Jérémie, Ezéchiel et Daniel, disegni e cartoni di vetrate per la cattedrale di Senlis, 1897, Museo di belle arti di Angers.
- Mes filles, ritratto di Eva e Jeanne Maillart, olio su tela, 1876, collezione della Città di Beauvais
- Portrait posthume de Julie Hasdeu dans la bibliothèque, olio su tela, 1889, Château Hasdeu, Câmpina Romania
- Le jeune néophyte chrétien, collezione della città di Beauvais.

## Allievi
Elenco dei principali.
- Charles Cottet,
- Marie Fournets-Vernaud
- Iulia Hasdeu
- Albert Huyot
- Maximilien Luce
- Ker-Xavier Roussel
- Édouard Vuillard

## Galleria d'immagini

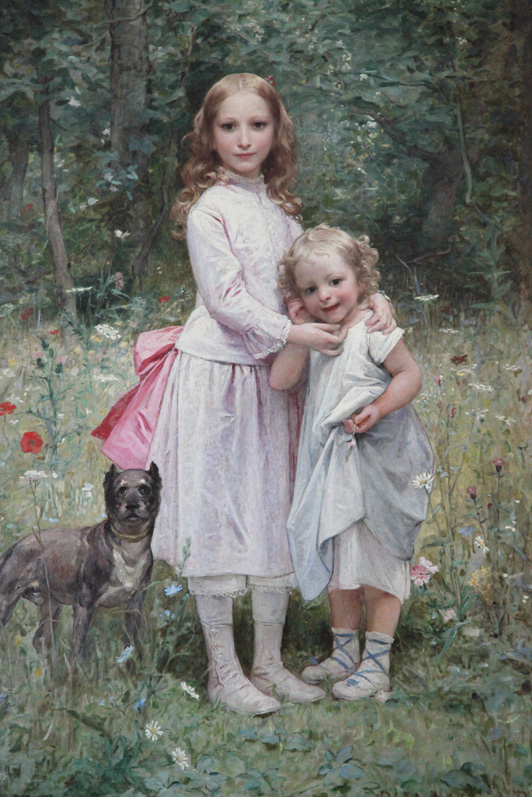
Le mie figlie
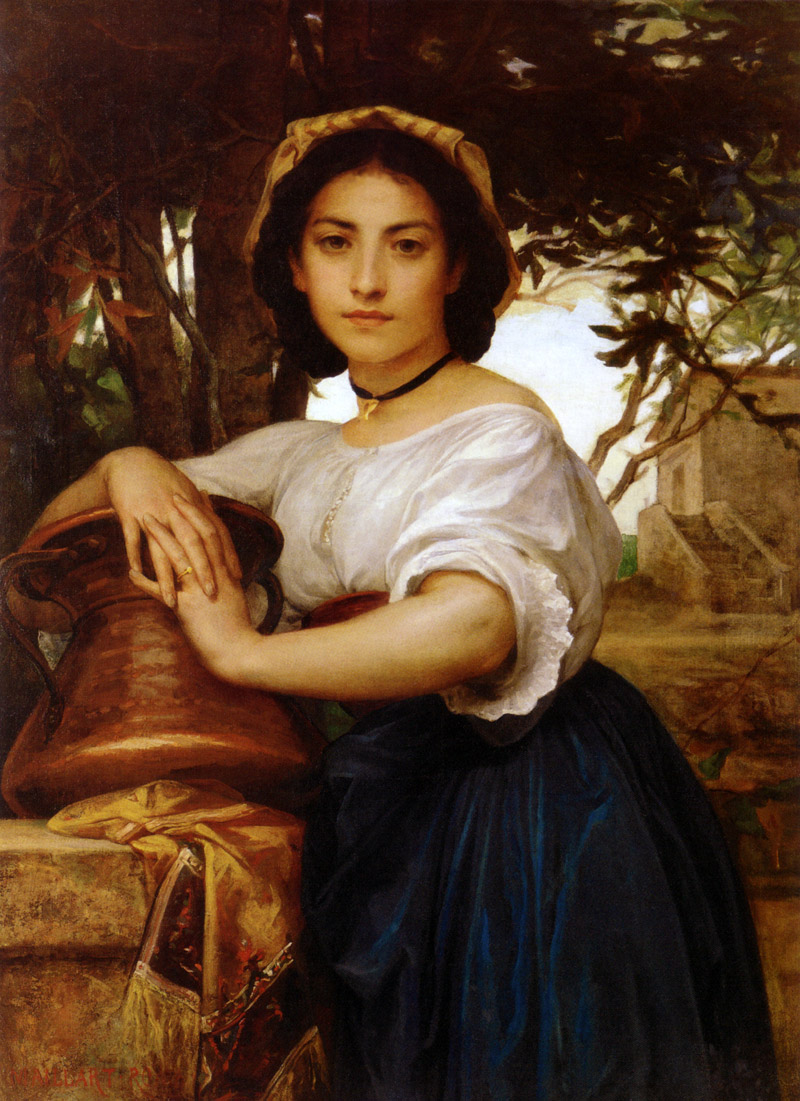
Portatrice d'acqua romana
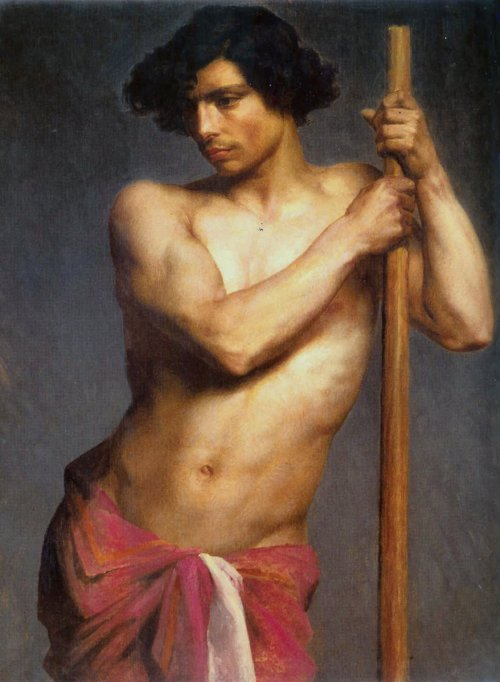
Giovane seminudo
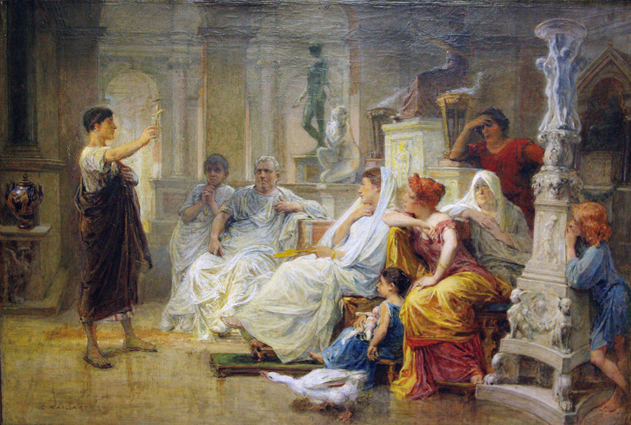
Il giovane neofita cristiano

## Altri progetti

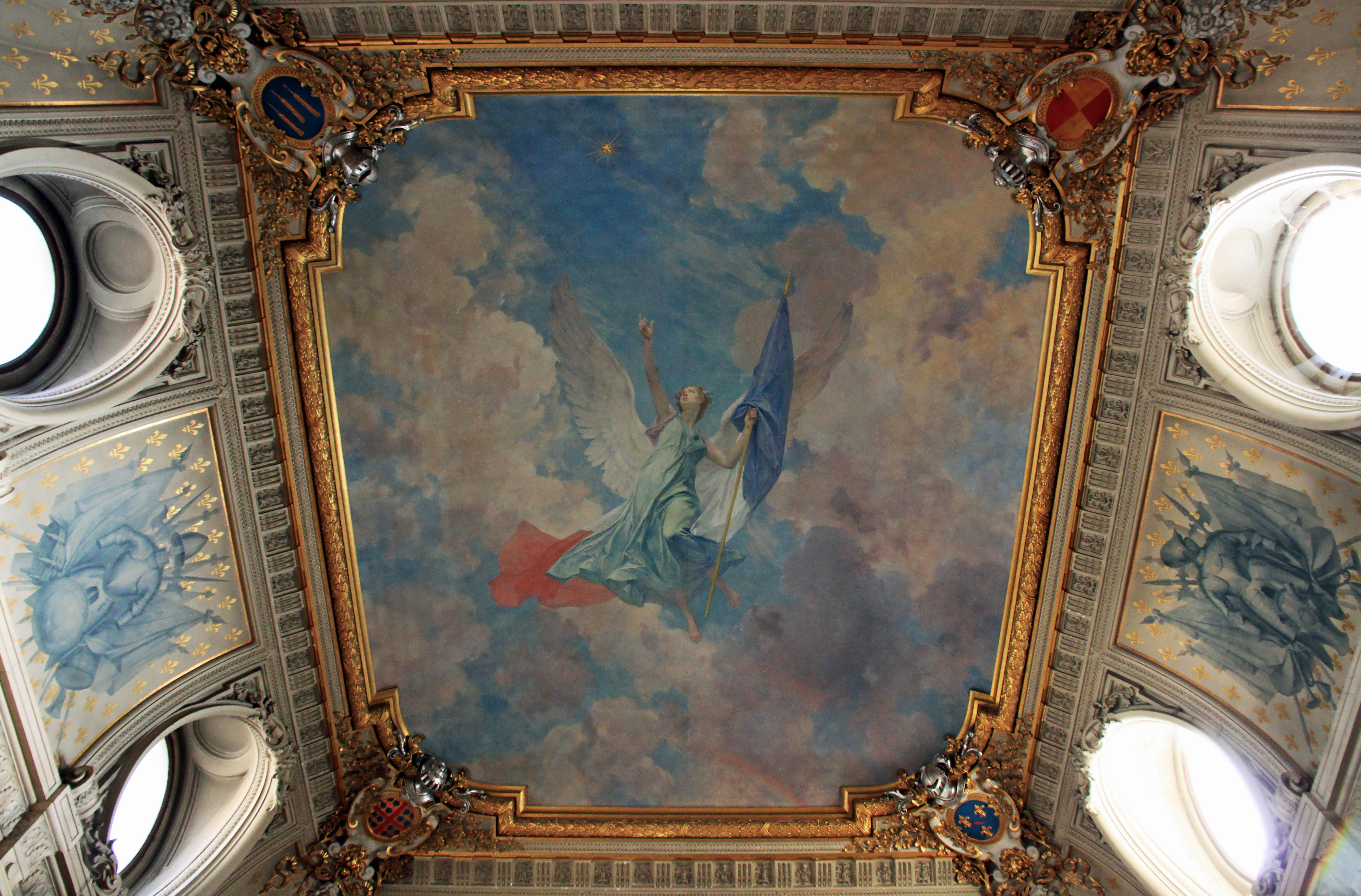
La speranza